# شمشاد صغير الأوراق
شمشاد صغير الأوراق أو شمشير صغير الأوراق (الاسم العلمي:Buxus microphylla) هو نوع من النباتات يتبع جنس الشمشاد من الفصيلة الشمشادية.